# Ricinoleato de sódio
O ricinoleato de sódio é o sal de sódio do ácido ricinoleico, o principal ácido graxo do óleo de rícino.
É um composto químico que possui fórmula C17H32OHCOONa, N° CAS: 5323-95-5, apresenta-se como um líquido viscoso cor amarelo âmbar, de densidade a 20ºC g/cm³  de 1,025 a 1,035, com odor característico, de pH (em solução aquosa a 10%) 10,0 a 11,0, apresentando solubilidade em água e álcool.
É obtido pela reação do ácido ricinoleico com o hidróxido de sódio, quando puríssimo, ou da reação do óleo de mamona com o hidróxido de sódio ou o carbonato de sódio, com uso do etanol como catalisador, por reação de saponificação, com posterior separação da glicerina formada, quando é necessário em grau técnico de pureza, como matéria prima para suas aplicações em formulações diversas.
É um produto químico amplamente utilizado na fabricação de desinfetantes domésticos e industriais, especialmente como emulsionante e surfactante para formulações que contenham óleo essencial de pinho. Agente ativo em sabões transparentes. Na produção de ricinoleatos metálicos atua como agente estabilizador para polioximetilenos.